# Brabrand IF
A Brabrand IF, teljes nevén Brabrand Idrætsforening egy dán labdarúgócsapat. A klubot 1934-ben alapították, székhelye Brabrandban van.

## Jelenlegi keret
| # |     | Poszt | Név                 |
| - | --- | ----- | ------------------- |
| 1 | DEN | K     | Christian Stensborg |
|   | DEN | V     | Martin Risbjerg     |
|   | DEN | V     | John Amdisen        |
|   | DEN | V     | Kasper Kure         |
|   | DEN | V     | Mikkel Jensen       |
|   | DEN | V     | Mogens Johansen     |
|   | DEN | KP    | Kasper Vinding      |

| # |     | Poszt | Név              |
| - | --- | ----- | ---------------- |
|   | DEN | KP    | Keneth Jensen    |
|   | DEN | KP    | Christopher Mørk |
|   | DEN | KP    | Rasmus Hansen    |
|   | DEN | KP    | Jeppe Sand       |
|   | DEN | KP    | Brian Pedersen   |
|   | DEN | CS    | Martin Laustsen  |
|   | DEN | CS    | Martin Jungbloot |
|   | DEN | CS    | Hans Paarup      |

## Külső hivatkozások
- (dánul) Hivatalos weboldal
- (dánul) Az amatőr csapat weboldala
- (dánul) Fanklub